# Radar FuG 200 Hohentwiel
Pour les articles homonymes, voir radar (homonymie).
Le FuG 200 Hohentwiel était un radar utilisé par l'armée de l'air allemande au cours de la Seconde Guerre mondiale pour équiper les avions chargés de l'attaque des convois Alliés. Une version fut également développée pour la marine allemande.

## Développement
Le FuG 200 a été mis au point par C. Lorenz à Berlin à partir de 1938. Le dispositif a été initialement conçu pour un concours organisé par la Luftwaffe pour le nouveau FuMg 40L (radar de conduite de tir situé au sol). Lorsque Telefunken gagna le contrat avec son radar Würzburg, le projet est tombé dans l'oubli.
En 1941, Lorenz entreprit de réétudier le projet pour participer à un autre concours organisé par le ministère de l'Air du Reich pour un radar aéroporté de surveillance maritime. Comme aucun type d'antenne particulier n'avait été demandé, on opta — dans un premier temps — pour le système simple à trois antennes : une pour l'émission et deux pour la réception. Des dernières étaient situées, l'une sur la gauche de l'avion et l'autre sur la droite. Pour obtenir des informations assez grossières, l'opérateur devait commuter la réception des antennes à la main. Par la suite, le dispositif fut équipé d'un système de commutation automatisé. 
La force du signal reçu s'affichait sur un tube cathodique et l'observateur, ou le pilote, pouvait se faire une idée approximative du cap suivi par la cible en sachant si elle se déplaçait sur la gauche ou la droite de l'avion, ou dans son axe.
La portée maximale était de 150 km lors de son utilisation en Atlantique pour la recherche des convois. Le système a tout d'abord équipé des Junkers Ju 88, des Focke-Wulf Fw 200 et des bombardiers–torpilleurs. Pour éviter que le radar ne soit capturé dans le cas où l'avion serait abattu, il était équipé de plusieurs petites charges d'explosif dont le pilote pouvait commander l'explosion en cas de besoin.
Tous les détails techniques sont consignés dans le manuel de l'illustration ci-contre.

## Version maritime
En 1943, on demande à Lorentz d'adapter le Hohentwiel pour la Marine et, très rapidement, on voit le radar apparaître sur des U-boots, de petits navires de surface et dans des installations côtières. Au cours de la Seconde Guerre mondiale, il existe deux versions du FuG 200 Hohentwiel pour les sous-marins, le FuMO 61 Hohentwiel U et le FuMO 65 Hohentwiel U1. Comparées aux autres versions, les versions pour U-boots sont plus faciles à entretenir et plus fiables. Cependant, ces versions destinées aux sous-marins présentent quelques inconvénients dus en particulier aux dimensions réduites de l'antenne et à sa faible hauteur. 
En effet, l'antenne devait n'être pas trop grande pour venir se loger dans une niche exigüe sur le bâbord du kiosque. De plus, l'antenne étant installée à une faible hauteur, sa portée s'en trouve diminuée. La portée des deux versions varie entre 8 et 10 km (5 à 6,2 mi) pour les cibles en mer et entre 15 et 25 km (9,3 à 16 mi) pour des cibles à une altitude de 200 m (660 pieds). Sa résolution angulaire est d'environ trois degrés et à courte portée il peut détecter des objets de 100 m.

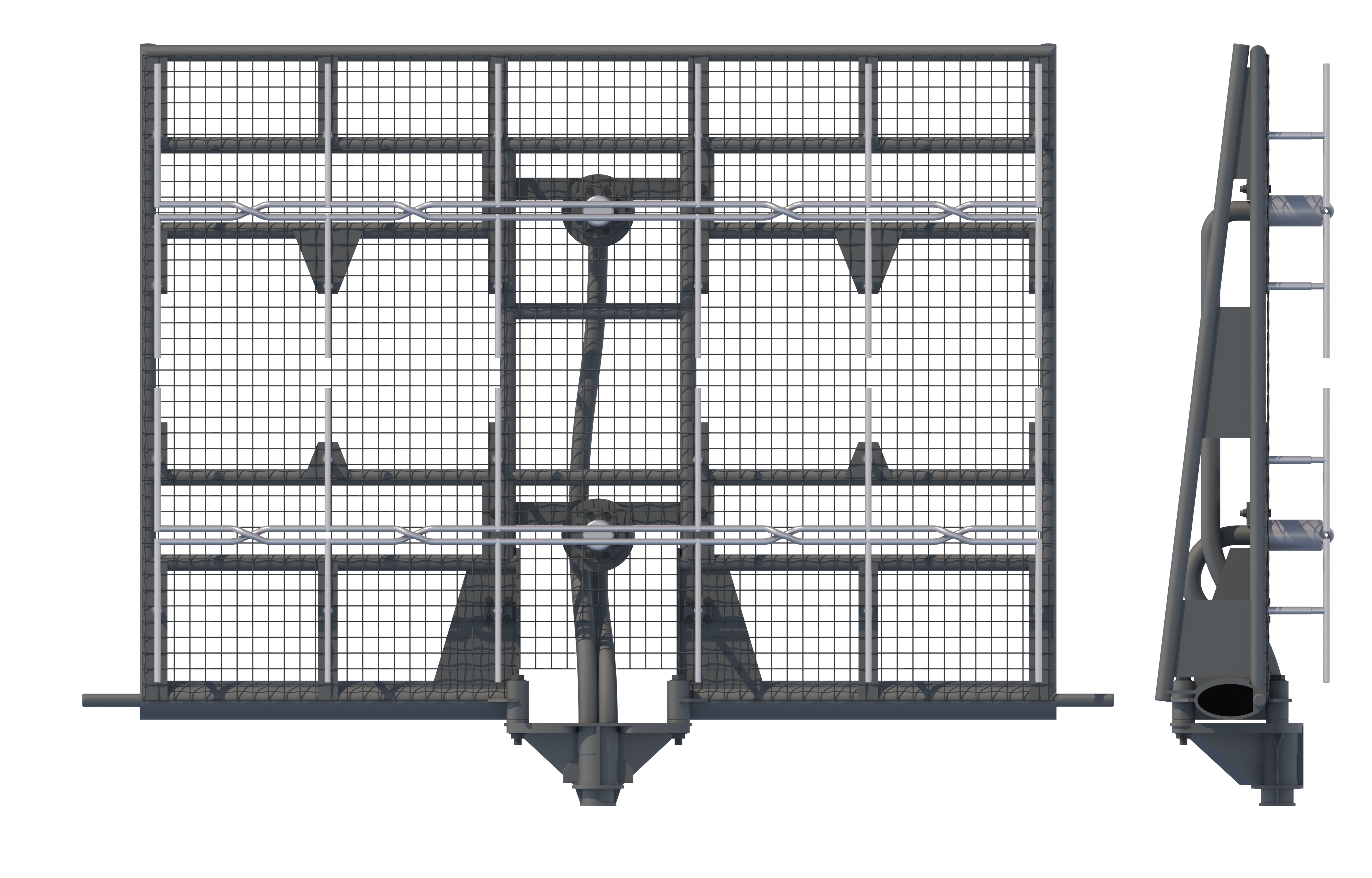
Émetteur radar Type F431 C1.

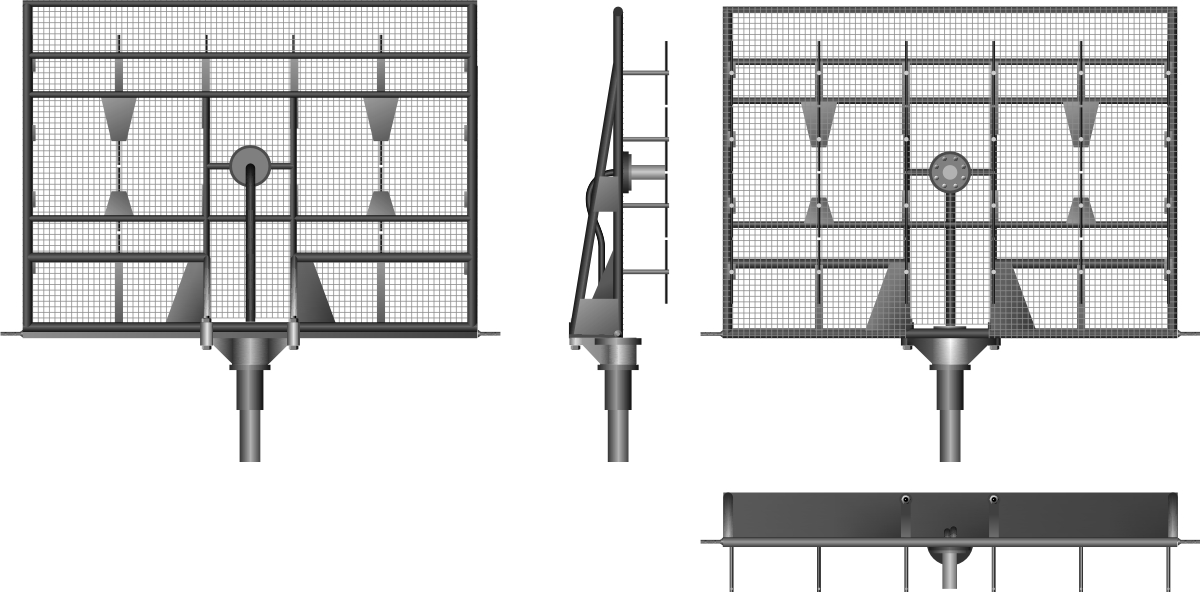
Émetteur radar Type F432 D2.

Les deux versions de radar travaillent sur la fréquence des 556 MHz et sont équipés d'une antenne constituée de quatre rangées de six dipôles. Quand le sous-marin est en plongée l'antenne est escamotée dans un puits situé dans le kiosque. Les antennes font 1,4 m de largeur par 1 m de hauteur. La dimension de l'installation dans sa totalité fait 1,54 m de largeur sur 1,02 m de hauteur.

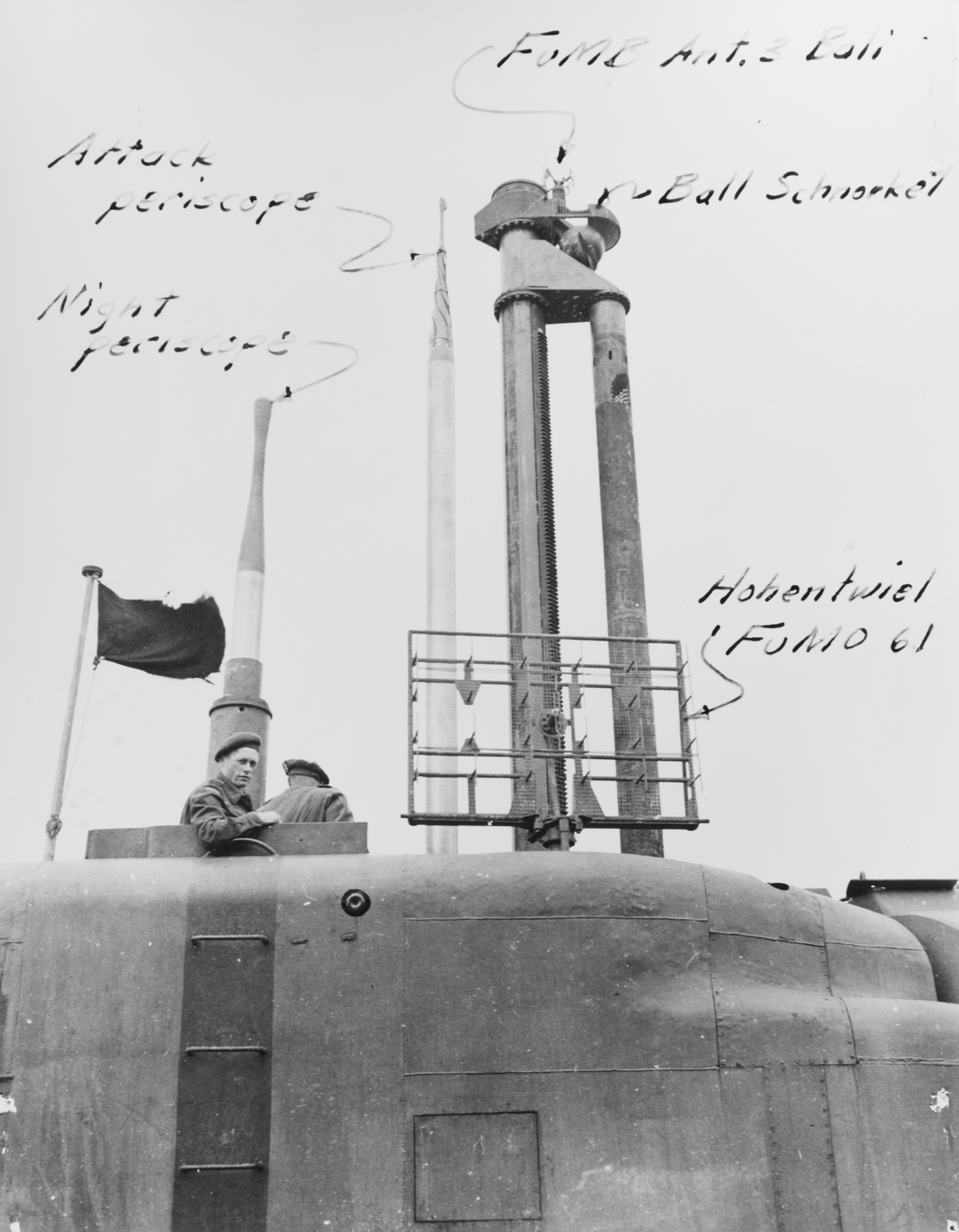
Antenne du FuMO 61 Hohentwiel en version sous-marin et FuMO Ant.3 Bali embarqué par un U-boat de type XXI.

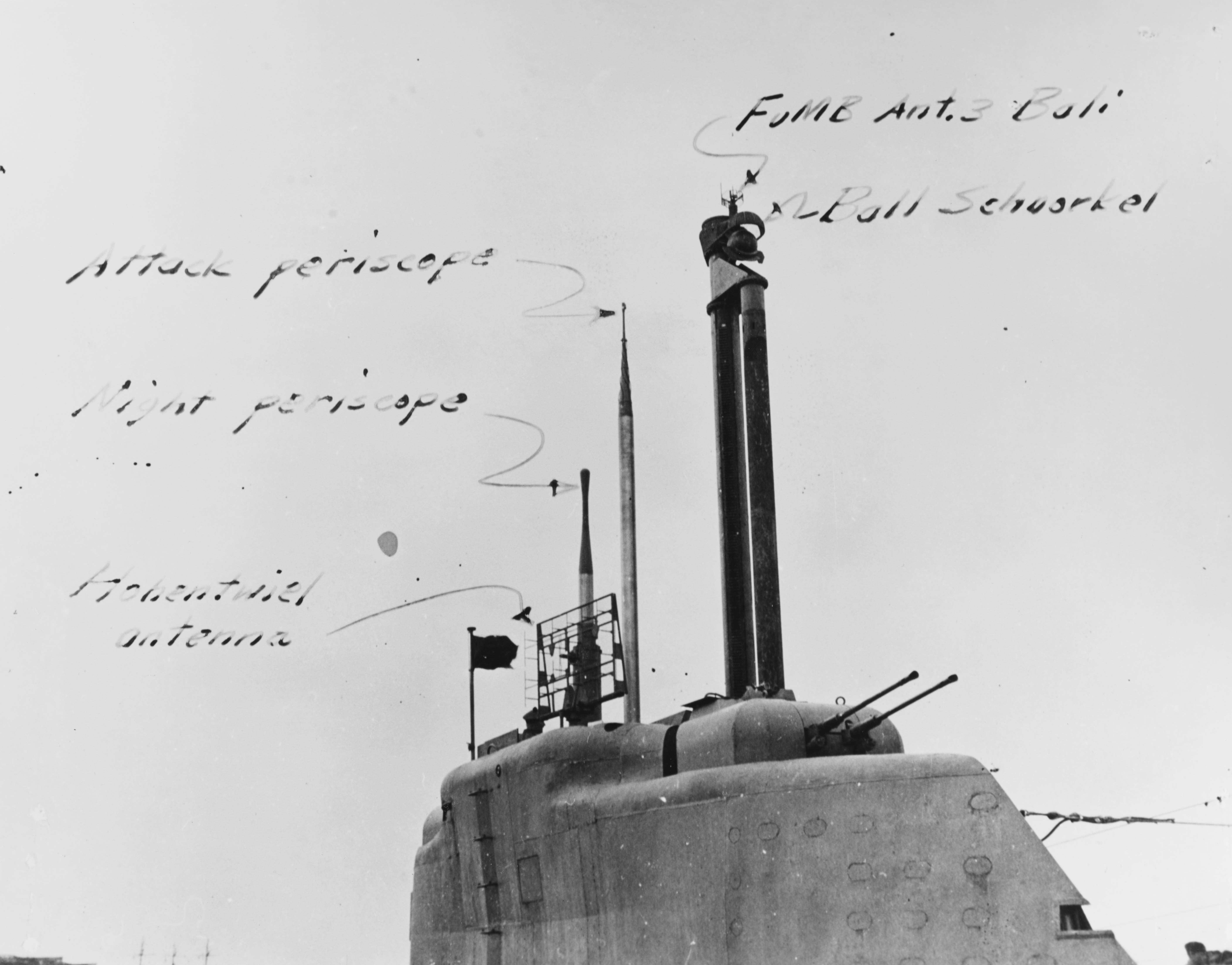
Le même navire vu de l'arrière.

Il existe deux types d'émetteurs pour les FuMO-61 Hohentwiel U et FuMO-65 Hohentwiel U1, le Type F431 C1 et le Type F432 D2. LeType F431 C1 est embarqué par les sous-marins de type VII et le Type F432 D2 par les sous-marins de type  XXI.

### FuMO 61HohentwielU
Le FuMO-61 Hohentwiel U est la version maritime du FuG 200 Hohentwiel utilisée par la Kriegsmarine sur les sous-marins de type VII, ceux de type IX et ceux de type XXI. On commence par l'installer en mars 1944 sur les sous-marins de types VII et IX.

### FuMO 63HohentwielK
Le FuMO 63 Hohentwiel K est disponible à partir du début de l'année 1944. Il équipe la misaine et le grand mât de bâtiments de surface (destroyers, torpilleurs et croiseurs légers).

### FuMO65HohentwielU1
Le FuMO 65 Hohentwiel U1 est la version maritime du FuG 200 Hohentwiel utilisée par la Kriegsmarine sur les sous-marins de type XXI uniquement. Avec l'apparition d'un Plan Position Indicator (PPI) que les allemands appellent Drauf, cette version présente un afficheur radar nettement amélioré par rapport à l'ancien FuMO 61 Hohentwiel U.